# 1339 هـ
1339 هـ هي سنة في التقويم الهجري امتدت مقابلةً في التقويم الميلادي بين سنتي 1920 و1921.

## أحداث
- الدولة العثمانية تعترف باستعمار بريطانيا لفلسطين والعراق.
- نشوب معركة الجهراء بين الكويتين بقيادة الشيخ سالم المبارك الصباح أمير دولة الكويت والأخوان.
- جلالة الملك عبد العزيز يصدر قرارا بتغير دولته لاحقا إلى مملكة.
- الأمير سالم المبارك الصباح يعين الشيخ أحمد الجابر الصباح ولي للعهد بدولة الكويت.
- سمو الأمير سعود بن عبد العزيز ابن جلالة الملك عبد العزيز يقود حملة ضد حائل.
- الملك فؤاد سلطان مصر يعلن بأنه سيضع مصر تحت حماية بريطانيا بعد عامين.
- عيسى بن علي آل خليفة حاكم البحرين يقوم بزيارة الرياض يلتقي خلالها بجلالة الملك عبد العزيز ليناقشا التطورات.
- الأمير فيصل يقود حملة ضد عسير.
- تعيين الأمير عساف الحسين المنصور العساف الثاني أميرا على الرس.
- وقعت حادثة الجليدة شمال محافظة حفرالباطن
- 27 ذو الحجة - اعتراف الحكومة البريطانية لابن سعود ومن يخلفه من ذريته بلقب "سلطان نجد"، وهو ما ظل قائماً حتى قيام المملكة العربية السعودية سنة 1351 هـ.
- تأسيس المجلس الإسلامي الأعلى في فلسطين المنتدبة.

## مواليد
- سيد ناجي
- عبد الرزاق محمد صالح بليلة
- عبد الله الطيب
- علوي الغريفي
- أحمد بن إبراهيم بدر
- إبراهيم العياشي
- خالد محمد خالد
- رضا الصدر
- زهير المارديني
- عبد القادر شيبة الحمد
- عبد الله بن سعود بن عبد العزيز بن عبد الرحمن آل سعود
- عبد الله مطلق المسيلم
- عبد الله بن عبد العزيز آل سعود
- عبد الله بن محمد بن خميس
- محمد تقي الحكيم
- محمد علي الياس العدواني
- محمد علي ثاني
- محمود عبد الوهاب فايد
- نظمي لوقا
- يوسف أمين قصير

## وفيات
- إسماعيل باشا البغدادي
- فتح الله الإصفهاني
- محمود حسن الديوبندي
- ولي الدين يكن